# George Everest
George Everest (4. juli 1790 – 1. december 1866) var leder af kortlægningen af Indien og Himalaya i første halvdel af 1800-tallet. Mount Everest er opkaldt efter ham.